# Bruno the Kid
Bruno the Kid è un cartone animato statunitense prodotto da Film Roman e Flying Heart nel 1996 e trasmesso originariamente su Fox e BKN tra il 1996 ed il 1997. La serie consta di 36 episodi.
In Italia è stato mandato in onda nel 1998 su RaiSat Ragazzi.

## Personaggi e doppiatori
| Personaggio   | Doppiatore originale | Doppiatore italiano |
| ------------- | -------------------- | ------------------- |
| Bruno the Kid | Bruce Willis         | Francesco Pezzulli  |
| Gerald        | Tony Jay             | Renato Cortesi      |
| Harris        | Mark Hamill          |                     |

## Episodi
| N° | Titolo originale                 | Titolo italiano              | Prima TV USA      | Prima TV Italia |
| -- | -------------------------------- | ---------------------------- | ----------------- | --------------- |
| 1  | The Adventure Begins             | L'avventura comincia         | 23 settembre 1996 | 1998            |
| 2  | Spies, Lies & Bavarian Pies      |                              | 30 settembre 1996 |                 |
| 3  | North by South-West              |                              | 7 ottobre 1996    |                 |
| 4  | Take Me Out to the Bomb Game     |                              | 14 ottobre 1996   |                 |
| 5  | High Tide                        |                              | 21 ottobre 1996   |                 |
| 6  | Moonbeam & Other Strangers       |                              | 28 ottobre 1996   |                 |
| 7  | Give Pizza a Chance              |                              | 4 novembre 1996   |                 |
| 8  | Chip Happens                     |                              | 11 novembre 1996  |                 |
| 9  | Mind Over Matter                 |                              | 18 novembre 1996  |                 |
| 10 | Searching for Bobby Vicious      | Scacco matto                 | 25 novembre 1996  |                 |
| 11 | The Fission Mission              | Il terribile Mister X        | 2 dicembre 1996   |                 |
| 12 | The A-maze-ing Adventure         |                              | 9 dicembre 1996   |                 |
| 13 | Jungle Bogey                     |                              | 16 dicembre 1996  |                 |
| 14 | Bruno-palooza                    |                              | 23 dicembre 1996  |                 |
| 15 | Fade to Bruno                    |                              | 30 dicembre 1996  |                 |
| 16 | The Spy Just Liked Me            |                              | 6 gennaio 1997    |                 |
| 17 | Shake, Rattle & Roll             | La terra trema, Bruno        | 13 gennaio 1997   |                 |
| 18 | Book 'Em, Bruno, Murder One      | L'isola esplosiva            | 20 gennaio 1997   |                 |
| 19 | Dr. Nozone                       | Troppo sole                  | 27 gennaio 1997   |                 |
| 20 | The Unfriendly Skies             |                              | 3 febbraio 1997   |                 |
| 21 | My Dogs Are Killin' Me           |                              | 10 febbraio 1997  |                 |
| 22 | Meteor Showers, Bring no Flowers |                              | 17 febbraio 1997  |                 |
| 23 | Bye Bye Jarly: Part One          | Addio Gerald - prima parte - | 24 febbraio 1997  |                 |
| 24 | Send in the Clones               | La comparsa dei cloni        | 3 marzo 1997      |                 |
| 25 | Who's There?                     |                              | 10 marzo 1997     |                 |
| 26 | For Your Snake Eyes Only         |                              | 17 marzo 1997     |                 |
| 27 | Funworld                         | Divertilandia                | 24 marzo 1997     |                 |
| 28 | Soda Jerk                        |                              | 31 marzo 1997     |                 |
| 29 | The Last Christmas               |                              | 7 aprile 1997     |                 |
| 30 | Revenge of the Giganerd          |                              | 14 aprile 1997    |                 |
| 31 | Bye Bye Jarly: Part Two          |                              | 21 aprile 1997    |                 |
| 32 | Bye Bye Jarly: Part Three        |                              | 28 aprile 1997    |                 |
| 33 | Bullet Train                     |                              | 5 maggio 1997     |                 |
| 34 | Dead Boy Walking                 |                              | 12 maggio 1997    |                 |
| 35 | Virus                            |                              | 19 maggio 1997    |                 |
| 36 | You Go, Girl                     |                              | 26 maggio 1997    |                 |